# Dyskografia Amy Winehouse
Dyskografia Amy Winehouse, brytyjskiej wokalistki soulowej, składa się z trzech albumów studyjnych (w tym jednego wydanego po śmierci artystki), pięciu minialbumów, jednego box setu, piętnastu singli (w tym trzech z gościnnym udziałem), jednego DVD oraz piętnastu teledysków.
Debiutancki album artystki, Frank, został wydany 20 października 2003 roku. Pierwszym singlem promującym płytę został utwór „Stronger Than Me”, który zajął między innymi 71. miejsce na UK Singles Chart oraz 87. miejsce w holenderskim zestawieniu MegaCharts. Kolejnymi piosenkami promującymi wydawnictwo zostały „Take the Box” i utwory pochodzące z dwóch podwójnych singli: „In My Bed” / „You Sent Me Flying” oraz „Fuck Me Pumps” / „Help Yourself”.
W październiku 2006 roku wokalistka wydała drugi album studyjny, Back to Black, który uzyskał status diamentowej płyty w Brazylii oraz status multiplatynowej płyty wielu krajach, między innymi ośmiokrotnej platynowej płyty w Wielkiej Brytanii, siedmiokrotnej platynowej płyty w Austrii czy też sześciokrotnej platynowej płyty w Niemczech i Szwajcarii. Pochodzący z albumu singel „Rehab” zajął 7. miejsce na liście przebojów UK Singles Chart, 9. pozycję w notowaniu Billboard Hot 100 w Stanach Zjednoczonych czy też 1. miejsce na norweskiej VG-Liście. Singel uzyskał także status podwójnej platynowej płyty w Hiszpanii, platynowej płyty w Szwajcarii i Danii oraz złotej płyty we Włoszech i Belgii. Drugim utworem promującym wydawnictwo został „You Know I’m No Good”, który powtórzył sukces pierwszego singla zajmując między innymi 7. miejsce na Schweizer Hitparade oraz 39. miejsce na Irish Singles Chart. Pozostałymi singlami promującymi album zostały „Back to Black”, „Tears Dry on Their Own”, „Love Is a Losing Game” oraz „Just Friends”.
W 2007 roku piosenkarka wydała DVD I Told You I Was Trouble: Live in London przedstawiające występ wokalistki na koncercie w Shepherd’s Bush Empire w Londynie. Album uzyskał status diamentowej płyty w Brazylii oraz platynowej płyty w Niemczech.
Po przedwczesnej śmierci wokalistki 23 lipca 2011 roku jej wieloletni producenci muzyczni, Salaam Remi oraz Mark Ronson, postanowili wydać płytę upamiętniającą artystkę. Album Lioness: Hidden Treasures zawiera 12 niepublikowanych wcześniej utworów. Pierwszym singlem promującym płytę została jazzowa piosenka „Body and Soul” wykonywana przez piosenkarkę w duecie z Tonym Bennettem. Drugim, a zarazem ostatnim singlem pochodzącym z wydawnictwa został utwór „Our Day Will Come”.

## Albumy studyjne
| Rok                                                     | Dane dot. albumu                                                                                                  | Pozycje na listach przebojów | Pozycje na listach przebojów | Pozycje na listach przebojów | Pozycje na listach przebojów | Pozycje na listach przebojów | Pozycje na listach przebojów | Pozycje na listach przebojów | Pozycje na listach przebojów | Pozycje na listach przebojów | Pozycje na listach przebojów | Pozycje na listach przebojów | Pozycje na listach przebojów | Pozycje na listach przebojów | Pozycje na listach przebojów | Pozycje na listach przebojów | Pozycje na listach przebojów | Pozycje na listach przebojów | Pozycje na listach przebojów | Sprzedaż                                                        | Certyfikat |
| Rok                                                     | Dane dot. albumu                                                                                                  | POL                          | GBR                          | AUS                          | AUT                          | FRA                          | DEU                          | IRL                          | NLD                          | NZL                          | CHE                          | USA                          | DNK                          | FIN                          | NOR                          | SWE                          | PRT                          | ESP                          | MEX                          | Sprzedaż                                                        | Certyfikat |
| ------------------------------------------------------- | --- | ---------------------------- | ---------------------------- | ---------------------------- | ---------------------------- | ---------------------------- | ---------------------------- | ---------------------------- | ---------------------------- | ---------------------------- | ---------------------------- | ---------------------------- | ---------------------------- | ---------------------------- | ---------------------------- | ---------------------------- | ---------------------------- | ---------------------------- | ---------------------------- | --------------------------------------------------------------- | --- |
| 2003                                                    | Frank - Wydany: 20 października 2003 - Wytwórnia: Island Records - Format: CD, digital download, LP               | 5                            | 5                            | 23                           | 5                            | 9                            | 9                            | 9                            | 7                            | 22                           | 16                           | 33                           | 16                           | –                            | –                            | –                            | 10                           | 6                            | 20                           | - USA: 307 000                                                  | - GBR: 3× platynowa płyta - POL: złota płyta - AUS: złota płyta - AUT: złota płyta - BRA: złota płyta - DEU: platynowa płyta - CHE: platynowa płyta                                                                                     |
| 2006                                                    | Back to Black - Wydany: 4 października 2006 - Wytwórnia: Island Records - Format: CD, digital download, LP        | 1                            | 1                            | 4                            | 1                            | 1                            | 1                            | 1                            | 1                            | 1                            | 1                            | 2                            | 1                            | 2                            | 1                            | 4                            | 1                            | 1                            | 6                            | - Świat: 10 000 000 - USA: 2 300 000 - FRA: 440 700             | - GBR: 8× platynowa płyta - POL: 2× platynowa płyta - AUS: 3× platynowa płyta - AUT: 7× platynowa płyta - BRA: diamentowa płyta - FRA: 2× platynowa płyta - DEU: 6× platynowa płyta - CHE: 6× platynowa płyta - USA: 2× platynowa płyta |
| 2011                                                    | Lioness: Hidden Treasures - Wydany: 5 grudnia 2011 - Wytwórnia: Island Records - Format: CD, digital download, LP | 2                            | 1                            | 8                            | 1                            | 2                            | 3                            | 4                            | 1                            | 2                            | 1                            | 5                            | 5                            | 18                           | 6                            | 4                            | 1                            | 2                            | 12                           | - Świat: 1 500 000 - GBR: 638 000 - USA: 279 600 - FRA: 210 000 | - GBR: 2× platynowa płyta - POL: platynowa płyta - AUS: złota płyta - AUT: platynowa płyta - DNK: platynowa płyta - DEU: platynowa płyta - CHE: platynowa płyta                                                                         |
| „–” oznacza, że album nie był notowany na danej liście. | |                              |                              |                              |                              |                              |                              |                              |                              |                              |                              |                              |                              |                              |                              |                              |                              |                              |                              |                                                                 | |

Uwagi
1. ↑  Nakładem wytwórni Island Records powstało także wydawnictwo Frank: B-Sides dołączone jako płyta bonusowa do wersji deluxe albumu, wydane 13 maja 2008 roku[49]
2. ↑  Nakładem wytwórni Island Records powstało także wydawnictwo Back to Black: B-Sides dołączone jako płyta bonusowa do wersji deluxe albumu, wydane 15 stycznia 2008 roku[48]
3. ↑  Sześciokrotna platynowa płyta za edycję standardową albumu oraz podwójna platynowa płyta za edycję rozszerzoną[3]
4. ↑  Album upamiętniający artystkę, wydany po śmierci wokalistki[47]

## EP
| Rok  | Dane dot. albumu                                                                                               |
| ---- | --- |
| 2004 | Sessions@AOL - Wydany: 1 czerwca 2004 - Wytwórnia: Island Records - Format: digital download                   |
| 2007 | Remixes & B Sides - Wydany: 2007 - Wytwórnia: Island Records - Format: digital download                        |
| 2007 | Frank – Remixes - Wydany: 23 lipca 2007 - Wytwórnia: Island Records - Format: digital download                 |
| 2007 | iTunes Festival: London 2007 - Wydany: 13 sierpnia 2007 - Wytwórnia: Island Records - Format: digital download |
| 2008 | The Ska EP - Wydany: sierpień 2008 - Wytwórnia: Soul Records - Format: płyta winylowa                          |

## Box sety
| Rok  | Dane dot. albumu                                                                                      | Pozycje na listach przebojów | Pozycje na listach przebojów | Pozycje na listach przebojów | Pozycje na listach przebojów | Pozycje na listach przebojów | Pozycje na listach przebojów | Pozycje na listach przebojów | Pozycje na listach przebojów |
| Rok  | Dane dot. albumu                                                                                      | GBR                          | AUS                          | FRA                          | IRL                          | NZL                          | CHE                          | DEN                          | PRT                          |
| ---- | --- | ---------------------------- | ---------------------------- | ---------------------------- | ---------------------------- | ---------------------------- | ---------------------------- | ---------------------------- | ---------------------------- |
| 2008 | Frank / Back to Black - Wydany: 24 listopada 2008 - Wytwórnia: Island Records - Format: 4xCD, box set | 10                           | 18                           | 38                           | 48                           | 16                           | 20                           | 37                           | 19                           |

## Single
| Rok                                                      | Singel                                   | Pozycje na listach przebojów | Pozycje na listach przebojów | Pozycje na listach przebojów | Pozycje na listach przebojów | Pozycje na listach przebojów | Pozycje na listach przebojów | Pozycje na listach przebojów | Pozycje na listach przebojów | Pozycje na listach przebojów | Pozycje na listach przebojów | Pozycje na listach przebojów | Pozycje na listach przebojów | Pozycje na listach przebojów | Pozycje na listach przebojów | Pozycje na listach przebojów | Pozycje na listach przebojów | Certyfikat | Album                     |
| Rok                                                      | Singel                                   | GBR                          | AUS                          | AUT                          | FRA                          | DEU                          | IRL                          | NLD                          | NZL                          | CHE                          | USA                          | DNK                          | FIN                          | NOR                          | SWE                          | ESP                          | JPN                          | Certyfikat | Album                     |
| -------------------------------------------------------- | ---------------------------------------- | ---------------------------- | ---------------------------- | ---------------------------- | ---------------------------- | ---------------------------- | ---------------------------- | ---------------------------- | ---------------------------- | ---------------------------- | ---------------------------- | ---------------------------- | ---------------------------- | ---------------------------- | ---------------------------- | ---------------------------- | ---------------------------- | --- | ------------------------- |
| 2003                                                     | „Stronger Than Me”                       | 71                           | –                            | –                            | –                            | –                            | –                            | 87                           | –                            | –                            | –                            | –                            | –                            | –                            | –                            | –                            | –                            | – | Frank                     |
| 2004                                                     | „Take the Box”                           | 57                           | –                            | –                            | –                            | –                            | –                            | –                            | –                            | –                            | –                            | –                            | –                            | –                            | –                            | –                            | –                            | – | Frank                     |
| 2004                                                     | „In My Bed” / „You Sent Me Flying”       | 60                           | –                            | –                            | –                            | –                            | –                            | –                            | –                            | –                            | –                            | –                            | –                            | –                            | –                            | –                            | –                            | – | Frank                     |
| 2004                                                     | „Fuck Me Pumps” / „Help Yourself”        | 69                           | –                            | –                            | –                            | –                            | –                            | –                            | –                            | –                            | –                            | –                            | –                            | –                            | –                            | –                            | –                            | – | Frank                     |
| 2006                                                     | „Rehab”                                  | 7                            | 27                           | 19                           | 11                           | 23                           | 21                           | 13                           | 12                           | 11                           | 9                            | 33                           | 15                           | 1                            | 51                           | 7                            | –                            | - BEL: złota płyta - DNK: platynowa płyta - ESP: 2× platynowa płyta - ITA: złota płyta - CHE: platynowa płyta - USA: platynowa płyta - GBR: platynowa płyta | Back to Black             |
| 2007                                                     | „You Know I’m No Good”                   | 18                           | 89                           | 50                           | 17                           | 71                           | 39                           | 27                           | –                            | 7                            | 77                           | –                            | –                            | 12                           | –                            | 48                           | –                            | - CHE: platynowa płyta - GBR: złota płyta | Back to Black             |
| 2007                                                     | „Back to Black”                          | 8                            | 56                           | 3                            | 15                           | 8                            | 11                           | 18                           | –                            | 8                            | –                            | 38                           | –                            | –                            | –                            | 10                           | –                            | - ITA: platynowa płyta - CHE: platynowa płyta - GBR: platynowa płyta                                                                                        | Back to Black             |
| 2007                                                     | „Tears Dry on Their Own”                 | 16                           | –                            | –                            | 87                           | 56                           | 26                           | 100                          | –                            | –                            | –                            | –                            | –                            | –                            | 24                           | –                            | –                            | - GBR: platynowa płyta | Back to Black             |
| 2007                                                     | „Love Is a Losing Game”                  | 46                           | –                            | –                            | –                            | –                            | 33                           | 88                           | –                            | –                            | –                            | –                            | –                            | –                            | –                            | –                            | –                            | - GBR: srebrna płyta | Back to Black             |
| 2008                                                     | „Just Friends”                           | –                            | –                            | –                            | –                            | –                            | –                            | –                            | –                            | –                            | –                            | –                            | –                            | –                            | –                            | –                            | –                            | – | Back to Black             |
| 2011                                                     | „Body and Soul” (wraz z Tonym Bennettem) | 40                           | –                            | 36                           | 27                           | 31                           | –                            | 9                            | –                            | 35                           | –                            | –                            | –                            | –                            | –                            | 14                           | –                            | – | Lioness: Hidden Treasures |
| 2011                                                     | „Our Day Will Come”                      | 29                           | –                            | –                            | 54                           | –                            | –                            | 52                           | –                            | 69                           | –                            | –                            | –                            | –                            | –                            | 26                           | 14                           | – | Lioness: Hidden Treasures |
| „–” oznacza, że singel nie był notowany na danej liście. |                                          |                              |                              |                              |                              |                              |                              |                              |                              |                              |                              |                              |                              |                              |                              |                              |                              | |                           |

### Z gościnnym udziałem
| Rok                                                      | Singel                                            | Pozycje na listach przebojów | Pozycje na listach przebojów | Pozycje na listach przebojów | Pozycje na listach przebojów | Pozycje na listach przebojów | Pozycje na listach przebojów | Pozycje na listach przebojów | Certyfikat                                   | Album        |
| Rok                                                      | Singel                                            | GBR                          | AUT                          | DEU                          | IRL                          | NLD                          | NZL                          | CHE                          | Certyfikat                                   | Album        |
| -------------------------------------------------------- | ------------------------------------------------- | ---------------------------- | ---------------------------- | ---------------------------- | ---------------------------- | ---------------------------- | ---------------------------- | ---------------------------- | -------------------------------------------- | ------------ |
| 2007                                                     | „Valerie” (singel Marka Ronsona i Amy Winehouse)  | 2                            | 5                            | 3                            | 3                            | 1                            | 39                           | 4                            | - DEU: złota płyta - GBR: 2× platynowa płyta | Version      |
| 2007                                                     | „B Boy Baby” (singel Mutyi Bueny i Amy Winehouse) | 73                           | –                            | –                            | –                            | –                            | –                            | –                            | –                                            | Real Girl    |
| 2012                                                     | „Cherry Wine” (singel Nasa i Amy Winehouse)       | 144                          | –                            | –                            | –                            | –                            | –                            | –                            | –                                            | Life is Good |
| „–” oznacza, że singel nie był notowany na danej liście. |                                                   |                              |                              |                              |                              |                              |                              |                              |                                              |              |

### Inne notowane utwory
| Rok                                                     | Utwór                             | Pozycje na listach przebojów | Pozycje na listach przebojów | Pozycje na listach przebojów | Pozycje na listach przebojów | Pozycje na listach przebojów | Pozycje na listach przebojów | Pozycje na listach przebojów | Pozycje na listach przebojów | Pozycje na listach przebojów | Certyfikat         | Album                         |
| Rok                                                     | Utwór                             | GBR                          | AUS                          | AUT                          | DEU                          | IRL                          | NLD                          | NZL                          | CHE                          | PRT                          | Certyfikat         | Album                         |
| ------------------------------------------------------- | --------------------------------- | ---------------------------- | ---------------------------- | ---------------------------- | ---------------------------- | ---------------------------- | ---------------------------- | ---------------------------- | ---------------------------- | ---------------------------- | ------------------ | ----------------------------- |
| 2007                                                    | „Valerie” (Live Lounge version)   | 37                           | 34                           | 35                           | 48                           | 33                           | 4                            | 29                           | 44                           | –                            | - GBR: złota płyta | Back to Black: Deluxe Edition |
| 2008                                                    | „Cupid”                           | –                            | –                            | –                            | –                            | –                            | –                            | –                            | 49                           | –                            |                    | Back to Black: Deluxe Edition |
| 2008                                                    | „The Little Things”               | –                            | –                            | –                            | 70                           | –                            | –                            | –                            | –                            | –                            |                    | –                             |
| 2011                                                    | „Will You Still Love Me Tomorrow” | 62                           | –                            | –                            | –                            | –                            | –                            | –                            | –                            | –                            |                    | Lioness: Hidden Treasures     |
| 2011                                                    | „The Girl from Ipanema”           | –                            | –                            | –                            | –                            | –                            | –                            | –                            | –                            | 13                           |                    | Lioness: Hidden Treasures     |
| „–” oznacza, że utwór nie był notowany na danej liście. |                                   |                              |                              |                              |                              |                              |                              |                              |                              |                              |                    |                               |

## Pozostałe wydawnictwa
Poniższa lista przedstawia dema, remiksy i utwory live Amy Winehouse wydane na promo singlach, kompilacjach różnych wykonawców bądź też w wersji digital single.
| Rok  | Tytuł                                                              | Album                                                                   |
| ---- | ------------------------------------------------------------------ | ----------------------------------------------------------------------- |
| 2006 | „You Know I’m No Good” (Skewiff Mix)                               | You Know I’m No Good – Remix Promo                                      |
| 2006 | „In My Bed” (Bugz In The Attic Vocal Mix)                          | You Know I’m No Good – Remix Promo                                      |
| 2007 | „Back to Black” (Live)                                             | AOL Winter Warmer 2006 (Live)                                           |
| 2007 | „You Know I’m No Good” (Live)                                      | AOL Winter Warmer 2006 (Live)                                           |
| 2007 | „You Know I’m No Good” (wraz z Ghostface Killahem)                 | Rehab (Remixes)                                                         |
| 2007 | „Rehab” (Hot Chip Remix)                                           | Rehab (Remixes)                                                         |
| 2007 | „Rehab” (DED Remix)                                                | Rehab (Remixes)                                                         |
| 2007 | „Rehab” (wraz z Pharoahe Monchem)                                  | Remixes – CD1                                                           |
| 2007 | „Rehab” (Soulcast Remix)                                           | Remixes – CD1                                                           |
| 2007 | „You Know I’m No Good” (Skeewiffe Mix)                             | Remixes – CD1                                                           |
| 2007 | „Back to Black” (The Rumble Strips Remix)                          | Back To Black – Remix Club Promo / Back To Black – Remix Club Promo CD2 |
| 2007 | „Back to Black” (Mushtaq Vocal Remix)                              | Back To Black – Remix Club Promo / Back To Black – Remix Club Promo CD2 |
| 2007 | „Back to Black” (Mushtaq Instrumental)                             | Back To Black – Remix Club Promo / Back To Black – Remix Club Promo CD2 |
| 2007 | „Back to Black” (Steve Mac Vocal)                                  | Back To Black – Remix Club Promo / Back To Black – Remix Club Promo CD2 |
| 2007 | „Back to Black” (Steve Mac Smack Dub)                              | Back To Black – Remix Club Promo / Back To Black – Remix Club Promo CD2 |
| 2007 | „Love Is a Losing Game” (Moody Boyz Original Ruffian Badboy Remix) | Love Is A Losing Game (Moody Boyz Original Ruffian Badboy Remix)        |
| 2007 | „Love Is a Losing Game” (Moody Boyz Vocal Mix)                     | Remix Promo 1 / Remix Promo 2 / Remix Promo 3                           |
| 2007 | „Love Is a Losing Game” (Moody Boyz Dub Mix)                       | Remix Promo 1 / Remix Promo 2 / Remix Promo 3                           |
| 2007 | „Love Is a Losing Game” (Truth & Soul Mix)                         | Remix Promo 1 / Remix Promo 2 / Remix Promo 3                           |
| 2007 | „Love Is a Losing Game” (Kardinal Beats Mix)                       | Remix Promo 1 / Remix Promo 2 / Remix Promo 3                           |
| 2007 | „Rehab” (Soulcast Remix)                                           | Remix Promo 1 / Remix Promo 2 / Remix Promo 3                           |
| 2007 | „Valerie” (Baby J Remix)                                           | Valerie Baby J Remix                                                    |
| 2007 | „Valerie” (Baby J MC Mix)                                          | Valerie Baby J Remix                                                    |
| 2007 | „Back to Black” (Original Demo)                                    | Wydawnictwo ukazało się w formacie digital single.                      |
| 2007 | „Back to Black” (Vodafone) [Live at TBA]                           | Wydawnictwo ukazało się w formacie digital single.                      |
| 2007 | „Rehab” (Remix) [wraz z Jayem-Z]                                   | Wydawnictwo ukazało się w formacie digital single.                      |
| 2007 | „Rehab” (Vodafone) [Live at TBA]                                   | Wydawnictwo ukazało się w formacie digital single.                      |
| 2007 | „You Know I’m No Good” (Demo Version)                              | Wydawnictwo ukazało się w formacie digital single.                      |
| 2007 | „You Know I’m No Good” (Vodafone) [Live at TBA]                    | Wydawnictwo ukazało się w formacie digital single.                      |
| 2008 | „Best Friend” (Acoustic)                                           | Wydawnictwo ukazało się w formacie digital single.                      |
| 2008 | „Tears Dry On Their Own” (Live)                                    | Later... Live With Jools Holland                                        |
| 2010 | „Rehab” (Live)                                                     | Dermot O’Leary Presents the Saturday Sessions                           |

## Współpraca muzyczna
Poniższa lista przedstawia utwory powstałe przy współpracy z Amy Winehouse, które nie zostały wydane na żadnym albumie studyjnym lub singlu wokalistki.
| Rok  | Tytuł                        | Artysta         | Album                                           | Uwagi                   |
| ---- | ---------------------------- | --------------- | ----------------------------------------------- | ----------------------- |
| 2004 | „Get Over It”                | JTWR            | BBC 1xtra & DJ Excalibah Present: We Got Next   | Featuring               |
| 2005 | „Best For Me”                | Tyler James     | The Unlikely Lad                                | Featuring               |
| 2007 | „To Know Him Is To Love Him” | The Teddy Bears | The Saturday Sessions – The Dermot O’Leary Show | Wykonanie coveru utworu |
| 2008 | „Hip Hop In Rehab”           | Proclaim        | –                                               | Featuring               |
| 2008 | „Fool’s Gold”                | Lee Greenwood   | Sex and the City, Vol. 2: More Music            | Wykonanie coveru utworu |
| 2009 | „My Destructive Side”        | Vinni MC        | –                                               | Featuring               |
| 2010 | „It’s My Party”              | Quincy Jones    | Q: Soul Bossa Nostra                            | Featuring               |

## DVD
| Rok  | Dane dot. albumu | Pozycje na listach przebojów | Pozycje na listach przebojów | Pozycje na listach przebojów | Uwagi |
| Rok  | Dane dot. albumu | GER                          | BRA                          | HUN                          | Uwagi |
| ---- | --- | ---------------------------- | ---------------------------- | ---------------------------- | --- |
| 2007 | I Told You I Was Trouble: Live in London - Nagrany: 9 marca 2007 - Wydany: 5 listopada 2007 - Wytwórnia: Universal Music Group - Format: DVD | 95                           | 8                            | 4                            | - Koncert na żywo, zarejestrowany w Shepherd’s Bush Empire w Londynie. - DVD zawiera także film dokumentalny, ukazujący drogę wokalistki do sławy. - Album uzyskał status diamentowej płyty w Brazylii oraz platynowej płyty w Niemczech i Wielkiej Brytanii. |

## Teledyski
| Rok  | Tytuł                                        | Reżyseria                      |
| ---- | -------------------------------------------- | ------------------------------ |
| 2003 | „Stronger Than Me”                           | Enrico Zanetti                 |
| 2004 | „Take The Box”                               | Kyle Eaton                     |
| 2004 | „In My Bed”                                  | Paul Gore                      |
| 2004 | „Fuck Me Pumps”                              | Marlene Rhein                  |
| 2006 | „Rehab”                                      | Phil Griffin                   |
| 2007 | „You Know I’m No Good”                       | Phil Griffin                   |
| 2007 | „Back to Black”                              | Phil Griffin                   |
| 2007 | „Valerie”                                    | Robert Hales                   |
| 2007 | „Tears Dry on Their Own”                     | David LaChapelle               |
| 2007 | „Love Is a Losing Game” (montage version)[E] | –                              |
| 2007 | „Love Is a Losing Game” (live version)[F]    | –                              |
| 2008 | „Just Friends”                               | Anthony Mathile, Robert Semmer |
| 2011 | „Body and Soul”                              | Dion Beebe                     |
| 2011 | „Our Day Will Come”[G]                       | –                              |
| 2012 | „Cherry Wine”                                | Jay Martin                     |

Uwagi
- E^ Teledysk zawierający szereg zmontowanych zdjęć oraz ujęć wokalistki podczas jej wystąpień na żywo.
- F^ Teledysk będący fragmentem koncertu artystki w Londynie, pochodzący z albumu DVD I Told You I Was Trouble: Live in London.
- G^ Teledysk zawierający szereg zmontowanych zdjęć oraz fragmentów dotychczasowych teledysków wokalistki, wydany po śmierci artystki.